# Réseau des écoles publiques alternatives du Québec
 (mai 2023).
Si vous disposez d'ouvrages ou d'articles de référence ou si vous connaissez des sites web de qualité traitant du thème abordé ici, merci de compléter l'article en donnant les références utiles à sa vérifiabilité et en les liant à la section « Notes et références ».
Dans la province de Québec, au Canada, le réseau des écoles publiques alternatives du Québec (REPAQ) a été créé en 2001, et fait suite à l'association Goéland, créée autour de l'école alternative Jonathan.

## Mission
Toutes les écoles membres du RÉPAQ adhèrent à la mission et aux valeurs communes citées dans le Référentiel des Écoles Publiques Alternatives du Québec. Certaines écoles du réseau s’inspirent de la pédagogie Freinet ou des travaux de John Dewey, d'autres travaillent avec les outils de la pédagogie ouverte et interactive de Claude Paquette.

## Structure
Le RÉPAQ est organisé en six réseaux :
- Le réseau des directions
- Le réseau des enseignants
- Le réseau des parents
- Le réseau des services de garde
- Le réseau des chercheur-e-s
- Le réseau de la Relève

## Écoles
Le réseau rassemble 48 volets et écoles alternatives québécoises. 

### Écoles et volets alternatifs primaires
- Communauté éducative alternative de l’Ecollectif
- École Albatros
- École alternative La Tortue-des-Bois
- École alternative Jonathan
- École alternative Le Baluchon
- École alternative L’Envol
- École Nouvelle-Querbes
- École alternative Soleil-de-l'Aube
- École alternative Tourterelle
- École Arc-en-ciel
- École Atelier
- École Cœur à Cœur l’Alternative
- École des Quatre-Saisons
- École Des Trois-Sources
- École Elan
- École Étoile filante
- École Le Sentier
- École Freinet de Québec
- École Rose-des-Vents
- École Freinet de Trois-Rivières
- École Curé-A. Petit
- École Papillon d’Or
- École L’Odyssée
- École La Fourmilière
- École Les Cheminots
- École Charles-Lemoyne, volet alternatif
- École de l'Énergie
- École Les Colibris, volet alternatif
- École Saint-Nom-de-Jésus, volet alternatif
- École des Saules Rieurs
- École Reine-Perreault, volet alternatif
- École alternative Harricana
- École de La Grande Ourse
- École Le Moulin Vert, volet alternatif
- École Des Cascades, volet alternatif
- École La Relève
- École de L'Expédition
- École L'Envol du Colibri, volet alternatif
- École de L'Aventure
- École La Traversée
- École Le Rucher, volet alternatif
- École Des Perséides, volet alternatif
- École alternative Des Horizons

### Écoles secondaires alternatives
- École  primaire-secondaire Le Vitrail,
- École secondaire L’Agora
- École secondaire Liberté-Jeunesse, volet alternatif
- Polyvalente Sainte-Thérèse, volet alternatif
- École secondaire la fermentière , Warwick